# Tre må man være
3 må man være er en spillefilm fra 1959 instrueret af Sven Methling efter manuskript af Fleming Lynge. Blandt de medvirkende kan nævnes:
- Poul Reichhardt
- Helle Virkner
- Ghita Nørby
- Preben Mahrt
- Ellen Gottschalch
- Ole Wisborg
- Lily Weiding

## Handling
Dette er historien om "stakkels" Peter. Han er en dygtig advokat, der ordner mange menneskers problemer, men han har lidt vanskeligheder ved sin egen livsførelse, dog mener han selv at have indrettet sig på en såre praktisk måde. Peter elsker sin kone, den smukke og dygtige Elisabeth.. men Peter elsker også Kate, der er sød, charmerende, rodet og erotisk. Elisabeth og Kate udgør for Peter den ideelle hustru, og når han nu kan have dem begge på denne måde, finder Peter, at alt er godt...